# ماري إليزابيث بيرن
ماري إليزابيث بيرن (بالإنجليزية: Mary Elizabeth Byrne)‏ هي مترجمة وصحفية أيرلندية، ولدت في 2 يوليو 1880 في دبلن في جمهورية أيرلندا، وتوفي بنفس المكان في 19 يناير 1931.

## وصلات خارجية
- ماري إليزابيث بيرن على موقع ميوزك برينز (الإنجليزية)